# Torneio Anglo-Italiano
O Torneio Anglo-Italiano "Gigi Peronace", era uma competição futebolística entre clubes italianos e ingleses.

## Histórico
O Gigi Peronace foi disputado pela primeira vez após o Swindon Town F.C. ter vencido, em 1969, a Copa da Liga Inglesa, mas não ter sido qualificado para a Copa da UEFA por joga na terceira divisão inglesa. Isso foi contestado entre os clubes abaixo das divisões de elite de cada liga nacional.
A competição foi abandonada depois de 1973, mas uma disputa sob o mesmo nome foi inicializada para times semiprofissionais, entre 1975 e 1987. A competição profissional foi restabelecida como uma competição entre times das segundas divisões inglesa e italiana em 1992, para assumir o lugar da Full Members Cup na Inglaterra. Após quatro temporadas e indiferenças gerais por parte dos clubes e fãs em ambos países, além de uma crescente reputação de violência entre os torcedores, a competição foi extinta em 1996.

## Vencedores

### Profissionais
- 1970 -  Swindon Town
- 1971 -  Blackpool
- 1972 -  Roma
- 1973 -  Newcastle United

### Semi-profissionais
- 1976 -  Monza
- 1977 -  Lecco
- 1978 -  Udinese
- 1979 -  Sutton United
- 1980 -  Triestina
- 1981 -  Modena
- 1982 -  Modena
- 1983 -  Cosenza
- 1984 -  Francavilla
- 1985 -  Pontedera
- 1986 -  Piacenza

### Segunda divisão
- 1993 -  Cremonese
- 1994 -  Brescia
- 1995 -  Notts County
- 1996 -  Genoa